# Irvin S. Cobb
Irvin Shrewsbury Cobb (23 de junio de 1876 – 11 de marzo de 1944) fue un escritor, humorista y columnista de nacionalidad estadounidense, autor de más de 60 libros y de 300 cuentos.

## Biografía
Nacido en Paducah (Kentucky), Cobb era el segundo de los cuatro hijos de un matrimonio nativo de Kentucky. A su abuelo, Reuben Saunders, se le acredita como el descubridor en 1873 de que el uso hipodérmico de morfina-atropina frenaba el cólera. Cobb se crio en Paducah, población que constituye la base de gran parte de su producción literaria posterior.
Cobb fue educado en escuelas elementales tanto públicas como privadas y después ingresó en la Academia de William A. Cade intentando cursar estudios de derecho. Sin embargo, a los 16 años de edad su abuelo falleció y su padre cayó en el alcoholismo, por lo que se vio forzado a dejar sus estudios para buscar trabajo, iniciando entonces su carrera como escritor.

### Carrera literaria
A los 17 años de edad hizo trabajo periodístico en el Paducah Daily News y a los 19 era el más joven editor de noticias de la nación. Más adelante trabajó un año y medio en el Louisville Evening Post.
En 1904 se mudó a Nueva York, siendo contratado por el Evening Sun que lo envió a Portsmouth (Nuevo Hampshire) para dar cobertura del Tratado de Portsmouth. Sus artículos sobre las negociaciones se publicaron con alcance nacional bajo el título de "Making Peace at Portsmouth" y le valieron una oferta de trabajo en el periódico de Joseph Pulitzer New York World, que lo convirtió en el reportero mejor pagado de Estados Unidos.
Cobb también cubrió la Primera Guerra Mundial para el The Saturday Evening Post y escribió un libro en 1915 sobre sus experiencias titulado Paths of Glory. Otra de sus publicaciones fueron las memorias Exit Laughing, que incluyen un relato de primera mano del asesinato del gobernador de Kentucky, William Goebel, en 1900 y del juicio a sus asesinos. Aparte de ello, trabajó en numerosas series publicadas en periódicos y colaboró en la producción de piezas dramáticas.

### Hollywood
Varias de las historias de Cobb fueron adaptadas al cine mudo y escribió los títulos de un par de filmes, uno de ellos el del film de Jackie Coogan Peck's Bad Boy (1921). Cuando llegó el cine sonoro, se adaptaron más obras suyas, incluyéndose entre las mismas The Woman Accused (1933), película en la que trabajaba un joven Cary Grant.
John Ford dirigió dos películas basadas en las historias de Cobb sobre el Juez Priest, Judge Priest (1934), con Will Rogers en el papel del título, y The Sun Shines Bright (1953), basada en los cuentos The Sun Shines Bright, The Mob from Massac y The Lord Provides.
Cobb también tuvo una carrera como actor, trabajando en diez filmes entre 1932 y 1938, con primeros papeles en películas como Pepper, Everybody's Old Man (1936) y Hawaii Calls (1938). Además, fue el presentador de la ceremonia de los Premios Óscar de 1933 en 1935.

### Vida personal
Cobb estuvo casado con Laura Spencer Baker, natural de Savannah, Georgia. Su hija, Elizabeth Cobb, (nacida en 1902), fue también escritora. Publicó la novela She Was a Lady y My Wayward Parent (1945), un libro sobre su padre.
La nieta de Cobb fue Buff Cobb, una presentadora televisiva de la década de 1950 y segunda esposa del periodista Mike Wallace.

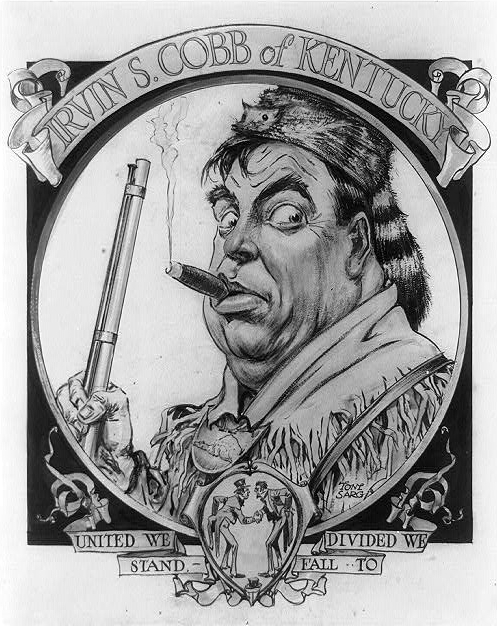
Irvin S. Cobb, por Tony Sarg para "The Glory of the States: Kentucky", publicado en The American Magazine en mayo de 1916.

Irvin S. Cobb falleció en la ciudad de Nueva York en 1944. Sus restos fueron incinerados y las cenizas enterradas bajo un cornejo.

## Ficción
Cobb es sobre todo recordado por sus historias humorísticas ambientadas en Kentucky. Estos relatos fueron recopilados en el libro Old Judge Priest (1915), cuyo personaje del título estaba basado en un destacado juez del oeste de Kentucky llamado William Pitman Bishop. Entre sus otros libros de humor figuran Speaking of Operations (1916) y Red Likker (1929).
Cobb también escribió cuentos de horror, como fue el caso de Fishhead (1911) y The Unbroken Chain (1923). A Fishhead se lo ha citado como inspiración del relato de H. P. Lovecraft La sombra sobre Innsmouth, mientras que The Unbroken Chain fue modelo de otra historia de Lovecraft, The Rats in the Walls.